# El Tepozán, Aguascalientes
El Tepozán är en ort i Mexiko.   Den ligger i kommunen Tepezalá och delstaten Aguascalientes, i den centrala delen av landet, 400 km nordväst om huvudstaden Mexico City. El Tepozán ligger 2 166 meter över havet och antalet invånare är 539.
Terrängen runt El Tepozán är kuperad norrut, men söderut är den platt. Runt El Tepozán är det ganska tätbefolkat, med 90 invånare per kvadratkilometer. Närmaste större samhälle är Pabellón de Arteaga, 14,1 km väster om El Tepozán. Trakten runt El Tepozán består till största delen av jordbruksmark.